# Kravata oko Hrvatske
Kravata oko Hrvatske je umjetnička instalacija.
Instalacija se sastojala u povezivanju crvenim koncem svih hrvatskih krajeva s kulturnim i zemljopisnim različitostima. Autor projekta je Marijan Bušić.
Projekt je počeo u Dubrovniku 10. srpnja 2006. godine, a procjenjuje se da je u 60 dana u njemu sudjelovalo više od milijun ljudi. "Kravata oko Hrvatske" povezivala je više od 4 000 km hrvatske kopnene, morske i riječne granice.
Svečanost povodom svršetka projekta priređena je pred crkvom sv. Vlaha u Dubrovniku 8. rujna 2006. simboličnim vezanjem najmanjeg čvora najveće kravate na svijetu.

## Vanjske poveznice
- Academia Cravatica  Arhivirana inačica izvorne stranice od 22. prosinca 2013. (Wayback Machine)
- Članak u index.hr